# Крисел, Грег
Грег «Greg K.» Крисел (родился 20 января 1965, Глендейл, Калифорния) — бывший американский музыкант и бас-гитарист, основатель рок-группы The Offspring. Он также является соучредителем (вместе с коллегой по группе Декстером Холландом) звукозаписывающего лейбла Nitro Records.

## Музыкальная карьера
В 1984 году совместно с Декстером Холландом создал группу The Offspring.
В августе 2019 года Крисел подал иск против своих коллег по группе Декстера Холланда и  Кевина Вассермана после предполагаемого решения этих двоих в ноябре 2018 года уволить Крисела из The Offspring и исключить его из деятельности, связанной с группой, такой как студийные записи и живые выступления. Крисел и его адвокаты также утверждали, что эти двое вступили в сговор с целью «завладеть бизнесом, деловыми возможностями и активами» доли Крисела в группе без компенсации. В результате его отсутствия в гастролях его заменили Тони Канэл из No Doubt и Тодд Морс из H2O, а последний позже заменил Крисела в The Offspring.

## Дискография

### The Offspring
- The Offspring (1989)
- Ignition (1992)
- Smash (1994)
- Ixnay of the Hombre (1997)
- Americana (1998)
- Conspiracy of One (2000)
- Splinter (2003)
- Rise and Fall, Rage and Grace (2008)
- Days Go By (2012)